# Бернс Флат (Оклахома)
Бернс Флат (енгл. Burns Flat) град је у америчкој савезној држави Оклахома.

## Демографија
По попису из 2010. године број становника је 2.057, што је 275 (15,4%) становника више него 2000. године.
| Група             | 2000.         | 2010.         |
| Белци             | 1.538 (86,3%) | 1.640 (79,7%) |
| Афроамериканци    | 24 (1,3%)     | 48 (2,3%)     |
| Азијати           | 16 (0,9%)     | 9 (0,4%)      |
| Хиспаноамериканци | 107 (6,0%)    | 242 (11,8%)   |
| Укупно            | 1.782         | 2.057         |